# Pinguim
O pinguim (RO 1971: pingüim) é uma ave da família Spheniscidae, altamente modificadas para a uma vida aquática, sendo suas asas adaptadas para promover impulso através da água. Essas aves estão amplamente distribuídas pelas águas mais frias do hemisfério sul, especialmente na Antártida e ilhas dos mares austrais, chegado à Terra do Fogo, Ilhas Malvinas e África do Sul, entre outros. Apesar da maior diversidade de pinguins encontrar-se na Antártida e regiões polares, há também espécies que habitam nos trópicos como por exemplo o pinguim-das-galápagos (Spheniscus mendiculus), nas Ilhas Galápagos. Considerando o número de indivíduos, a maioria ocorre nas proximidades da Antártida, porém apenas as espécies Pygoscelis adeliae e Aptenodytes forsteri estão restritas a essa região, de forma que a maioria das 18 espécies está distribuída entre 45ºS e 60°S, com grande diversidade ocorrendo na Nova Zelândia e em ilhas ao redor.
A sua morfologia, em geral, pouco varia, com forma e estrutura corporal muito semelhante, adaptadas para nadar e mergulhar. Seus corpos são aerodinâmicos e suas asas são modificadas para formar nadadeiras rígidas e planas, que promovem uma boa propulsão no nado. Variam, entretanto em tamanho, desde Eudyptula minor com 40 cm e 1,1 kg, até Aptenodytes forsteri com 115 cm e mais de 30kg. Além disso, as suas plumagens são semelhantes, caracterizadas por partes pretas e brancas, exceto em relação à cor e ao padrão de plumagem da cabeça, que confere uma das principais diferenças entre as espécies. Algumas espécies têm cristas e plumas variadas no topo da cabeça (Eudyptes), outras possuem manchas auriculares (Aptenodytes), enquanto algumas possuem um padrão de faixas pretas e brancas (Spheniscus). Os adultos se alimentam no mar, capturando zooplâncton, peixes pequenos e lulas, enquanto os filhotes são alimentados diretamente por regurgitação. Por sua vez, são vítimas da predação de orcas e focas-leopardo.
Em relação à conservação, os pinguins possuem uma situação delicada devido à ações humanas, especialmente em relação à mudança climática e à perda de habitat. De modo geral, espécies estão cada vez mais ameaçadas e a preocupação quanto ao ecossistema ao qual eles pertencem têm aumentado.
O nome "pinguim" vem de uma outra ave, que habitava as regiões do Ártico e que foi extinta pela ação do homem, o arau-gigante (Pinguinus impennis). Quando os exploradores europeus descobriram no hemisfério Sul as aves conhecidas hoje como pinguins, eles notaram a aparência muito similar ao arau-gigante, ou mesmo se confundindo com os araus, e as batizaram com esse nome, que persiste até a atualidade. Apesar de parecidos, araus e pinguins não têm nenhum parentesco próximo. O termo "Pinguim" é originário do galês "pen gwyn", o antigo nome popular dos araus-gigantes nas ilhas Britânicas.
Os primeiros pinguins apareceram no registo geológico do Eocénico. Os pinguins constituem a família Spheniscidae e a ordem Sphenisciformes (de acordo com a taxonomia de Sibley-Ahlquist, fariam parte da ordem Ciconiformes). É uma ave marinha e nadadora, chegando a nadar com uma velocidade de até 45 km/h, passando a maior parte do tempo na água.

## Sistemática e evolução

### Taxonomia e filogenia atual
Historicamente, o número total de espécies de pinguim sempre esteve em debate, variando entre 17 e 20 espécies. Clarke et al. propôs o nome "Sphenisciformes" para incluir os táxons de espécies viventes que compartilham a perda de voo aéreo, enquanto "Pansphenisciformes" incluiria também os fósseis mais relacionados ao clado, embora esse último nome tenha caído em desuso.
Uma relação entre as espécies viventes e grupos relacionados está apresentada a seguir. Por ser uma classificação mais antiga, 4 espécies não estão presentes porém as relações entre os 6 gêneros de pinguins está bem representada. As espécies ausentes no cladograma pertencem ao gênero Spheniscus (African penguin, Spheniscus demersus) e Eudyptes (Royal penguin, Eudyptes schlegeli; Snares penguin, Eudyptes robustus; Erect-crested penguin, Eudyptes sclateri).

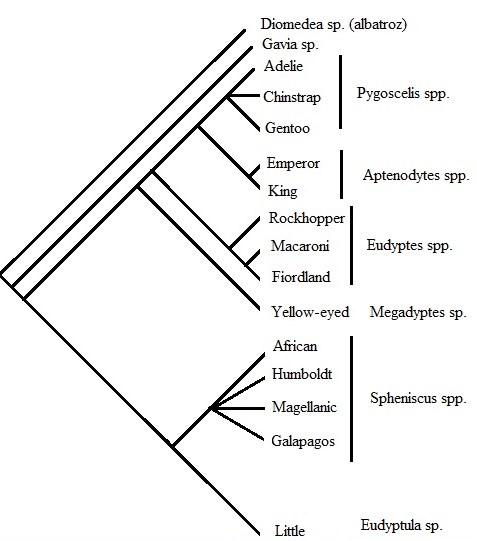
Cladograma mostrando a relação taxonômica entre as espécies viventes de Spheniscidae, Procellaridae (petréis) e Gaviidae, retirado do livro The Penguins Sheniscidae, de Tony D. Williams (1995).

### Registro fóssil e evolução
Entre as aves, o registro fóssil dos Sphenisciformes é um dos mais extensos, contando com esqueletos completos ou partes fragmentadas de ossos. O primeiro fóssil de pinguim, Palaeeudyptes antarcticus, foi descrito por Thomas Huxley em 1859, encontrado em rochas da Nova Zelândia que datam da época do Oligoceno. Desde então, muitos outros fósseis foram encontrados, de pelo menos 40 espécies, na Antártida, África do Sul, América do Sul e também na Austrália. Acredita-se que a fauna de pinguins era muito mais extensa no passado, e que os atuais representantes dessa família são apenas alguns dos sobreviventes que persistiram desde o Cretáceo, entre 140 e 65 milhões de anos atrás, onde estão as origens da família Spheniscidae. As principais localidades onde estão distribuídos os fósseis de pinguins são muito semelhantes à atual localização das espécies viventes. Estão apenas no hemisfério sul, possuindo um forte vínculo com águas temperadas e frias. Por isso, acredita-se que a evolução dos grupos iniciais de pinguins esteja atrelada à evolução dos padrões de circulação de correntes marítimas modernas no Oceano Antártico entre a Antártida e os continentes próximos.
A fauna fóssil mais diversificada desse grupo foi encontrada na Nova Zelândia e na América do Sul, porém não existe qualquer evidência clara de um centro geográfico para a origem e irradiação dos pinguins. Atualmente, especula-se que a história evolutiva desse grupo aconteceu com uma especiação muito rápida, com numerosas espécies distintas evoluindo durante um breve período de tempo. O ancestral desse grupo provavelmente foi uma ave voadora, similar aos petréis atuais ou às aves da família Alcidae (auks), embora nenhum fóssil intermediário entre um ancestral voador e os pinguins modernos foi descoberto até o momento.
No caminho da especialização para um hábito subaquático, os pinguins passaram por um conjunto de modificações morfológicas, fisiológicas e comportamentais, incluindo o desenvolvimento de um tegumento único, composto por penas muito compactadas (que promovem o isolamento e a impermeabilização do corpo), modificações nas lentes oculares e alterações na sensibilidade visual (permitindo uma visão eficiente embaixo da água), endurecimento das articulações e a redução da musculatura distal da asa, modificação de ossos pneumáticos para ossos densos (que permitiram um melhor mergulho), modificações no ovo, com casca mais espessa, e modificações em sua incubação.
Os táxons extintos possuíam grande diversidade, sendo que o Eoceno foi o período onde mais organismos desse grupo viveram simultaneamente no mesmo local, incluindo espécies gigantes e minúsculas. Estudos moleculares indicam que a linhagem dos pinguins já estava se especializando durante o cretáceo, sendo que uma das principais hipóteses para essa irradiação de diversidade seria a presença de nichos vagos que eram ocupados por répteis marinhos e outros táxons que desapareceram durante a extinção em massa no final de Cretáceo, permitindo que os ancestrais dos pinguins ocupassem, agora, essas regiões. 
Em relação às características morfológicas, os fósseis mais antigos de pinguins propriamente ditos, datados da época do Paleoceno, já mostravam modificações no esqueleto, como ossos pesados e achatados, porém, também apresentavam características, como asas com muita mobilidade, que são mais semelhantes a pássaros voadores, como o auk. Então, especula-se que os pinguins passaram por um estágio semelhante ao auk, em que utilizaram suas asas para voos aéreos e aquáticos, mas provavelmente abandonaram o voo aéreo antes do desenvolvimento de outras especializações para a natação e mergulho subaquático já que os fósseis de épocas mais recentes já possuíam, em sua maioria, os ossos da asa modificados para a propulsão e ossos pélvicos associados à pernas e pés adaptados aos bipedalismo.
As penas modificadas dos grupos atuais são difíceis de inferir em fósseis, mas alguns achados auxiliam nesse processo, como um pinguim gigante datado do final do Eoceno e encontrado no Peru. Algumas análises de melanossomas fossilizados indicaram que a cor desses pinguins ancestrais eram predominantemente cinza e marrom-avermelhado, diferentemente das cores atuais, sendo que, além disso, foram encontrados indícios de que a mudança de cor das penas aconteceu posteriormente à modificações associadas à forma da pena, as quais seriam relativas ao modo de voo subaquático.

## Aspectos biológicos

### Anatomia

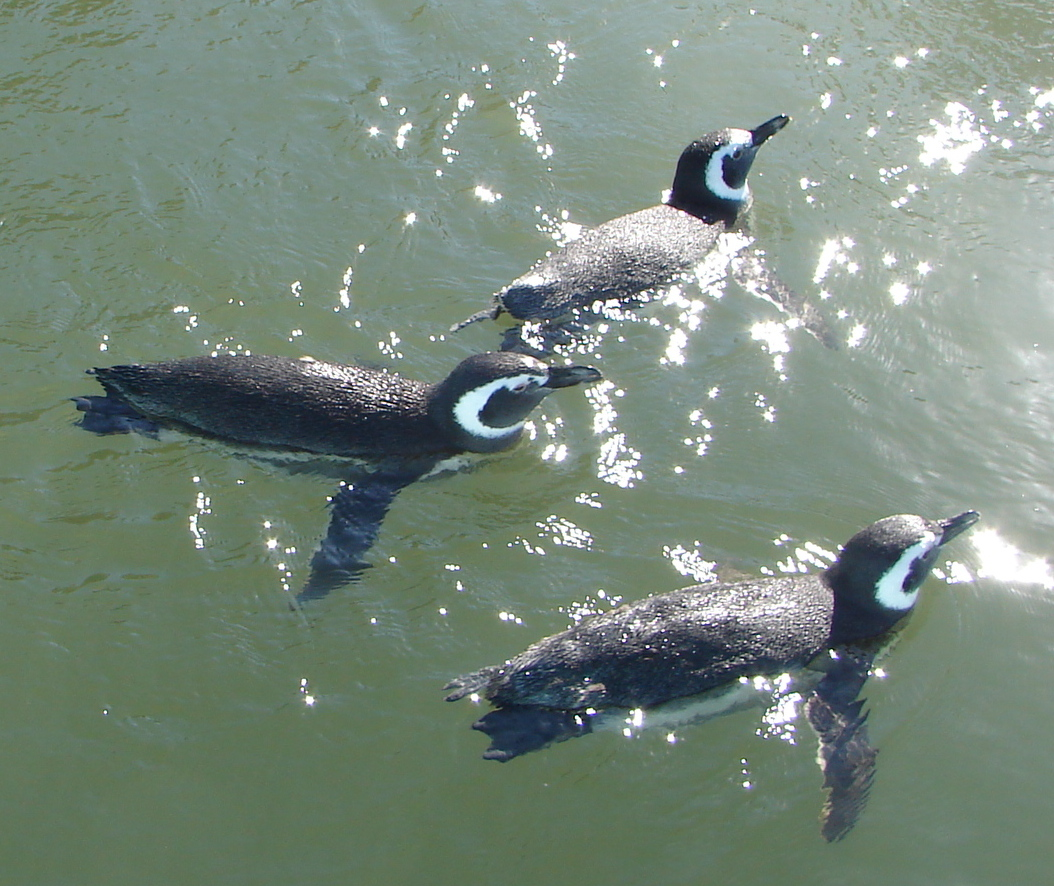
Pinguins nadando.

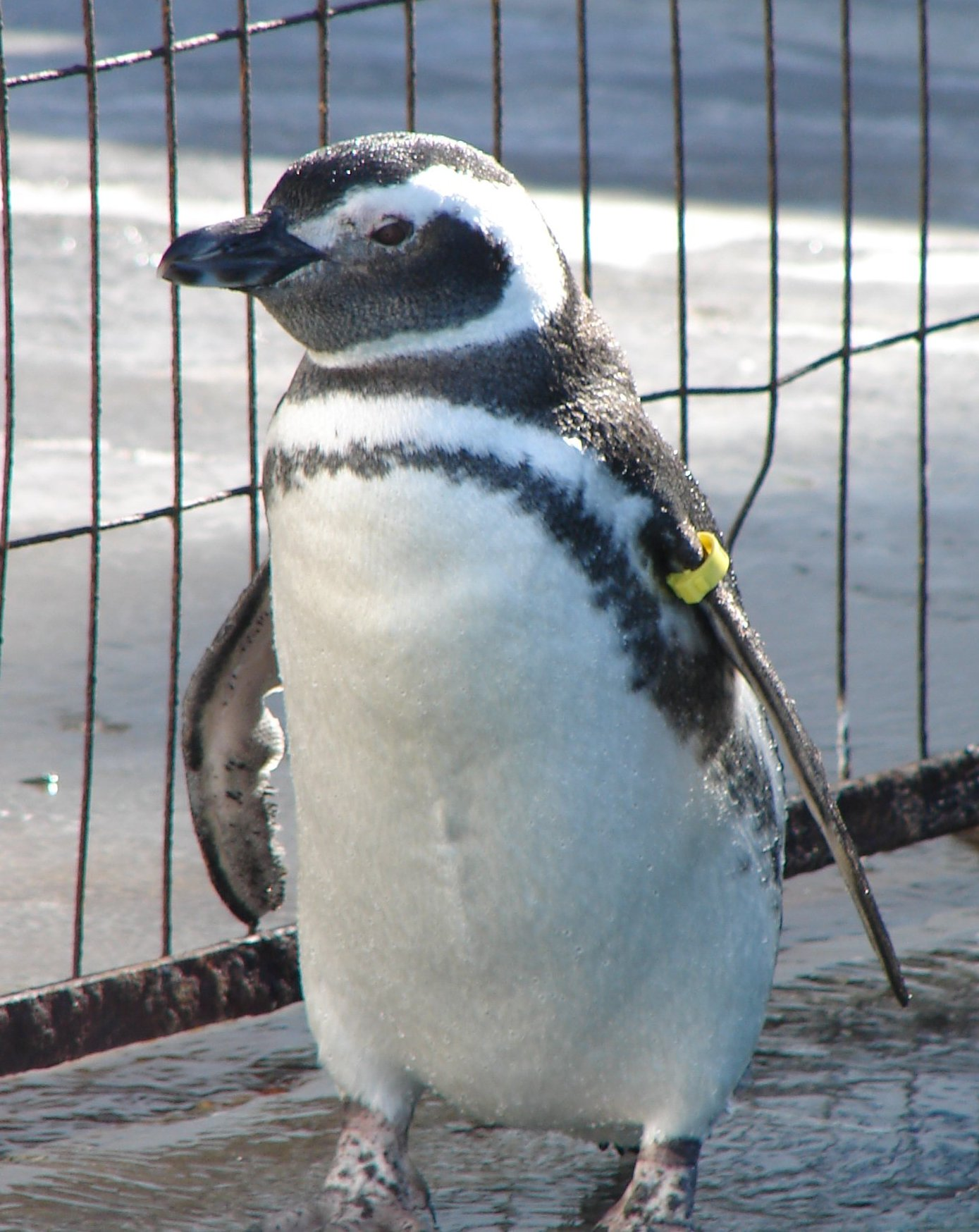
Pinguim no Museu Oceanográfico de Rio Grande, Rio Grande do Sul, Brasil.

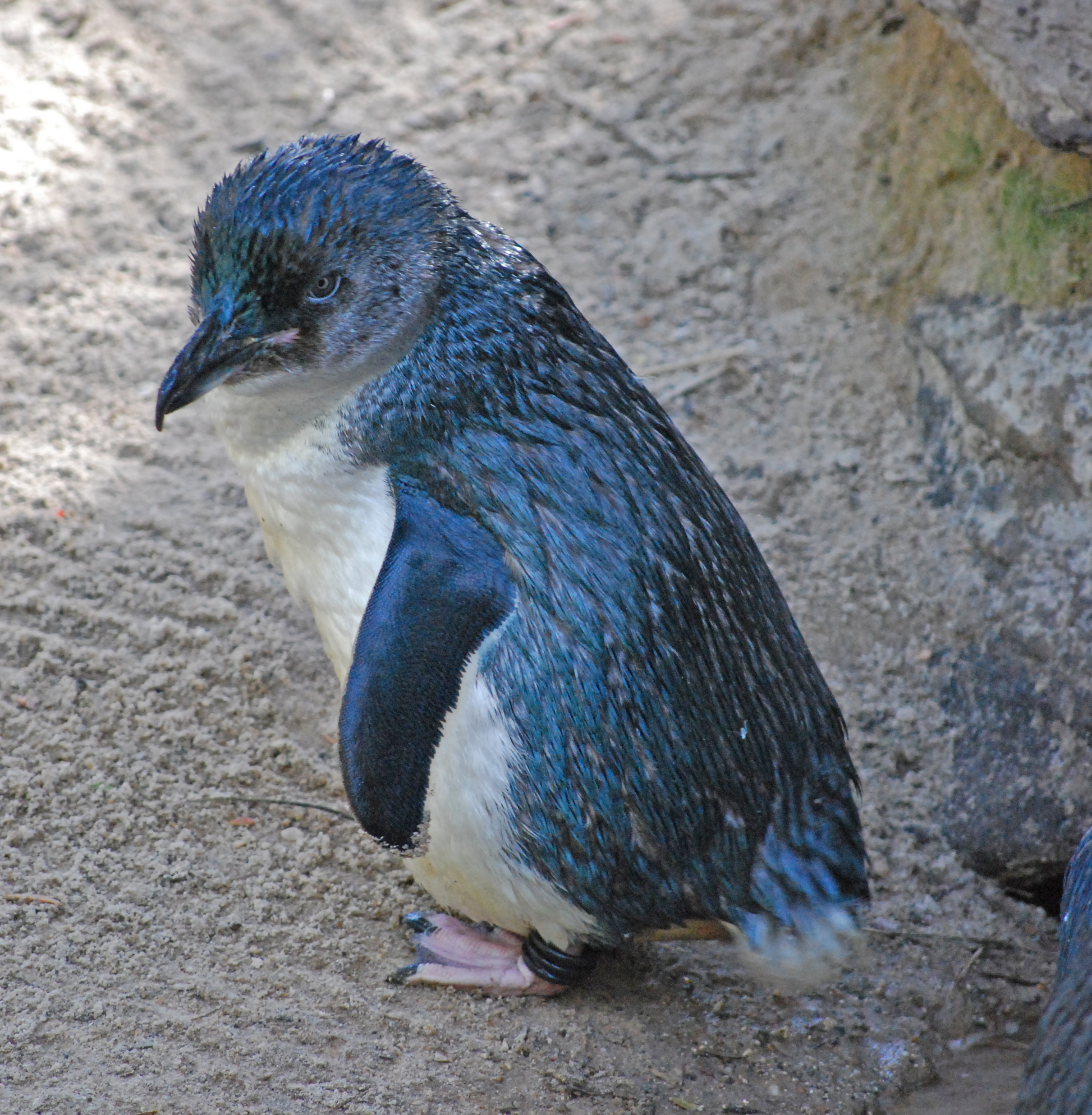
Pinguim-azul.

#### Adaptações às variações de temperatura
A família Spheniscidae está amplamente distribuída desde os trópicos até as regiões polares e portanto apresenta uma grande adaptação tanto fisiológica quanto morfológica a variadas temperaturas e períodos prolongados de jejum.
Entre estas adaptações, podemos citar: uma densa cobertura de penas formando uma barreira isolante, uma espessa camada de gordura e uma reduzida relação corporal de superfície e volume.
Os pinguins apresentam penas altamente modificadas, cuja muda representa um processo fisiológico que demanda uma grande quantidade de energia, sendo rígidas , curtas e em formato de lança, onde cada pena se associa a um eixo separado de filamentos felpudos, logo abaixo das penas verdadeiras, garantindo isolamento térmico, e a um pequeno músculo que permite seu movimento, onde em terra as penas se mantêm eretas permitindo o aprisionamento de ar e em água elas ficam coladas ao corpo criando uma barreira para a entrada de água, além disso, assim como outras espécies de aves estes pássaros apresentam na região dorsal do corpo, próximo à cloaca, uma glândula uropigial liberadora de óleo que estes animais passam no corpo para criar uma barreira para a entrada de água, sem estas adaptações a perda de calor em água seria duas vezes maior.
Quanto à fisiologia, os pinguins não aparentam ter evoluído em alguma característica específica diferente dos outros grupos de aves, no entanto apresentam algumas especializações para lidar com o isolamento térmico e períodos de jejum prolongado, como, por exemplo, adaptações no sistema circulatório, metabolismo e comportamento.
Seu sistema circulatório é composto por uma grande quantidade de veias profundamente associadas permitindo a troca de calor entre estes vasos e os tecidos. Por serem animais homeotermos, cuja temperatura varia de 37,8 a 38,9ºC, eles conseguem manter sua temperatura corporal constante em uma determinada faixa de temperatura ambiente, sendo que esta varia entre as espécies, em algumas espécies, como o Pinguim-azul, a faixa ótima de temperatura pode variar entre machos e fêmeas, provavelmente devido à diferença de tamanho. Ao ultrapassar esta faixa, outros mecanismos devem ser ativados para permitir que a temperatura corporal se mantenha constante a partir do aumento do metabolismo, como ao tremer o corpo, onde as contrações musculares liberam energia na forma de calor, a partir da liberação de hormônios, como o glucagon que permite a quebra enzimática de gordura, ou a partir de atividades locomotoras.
Por frequentarem tanto o habitat terrestre quanto o marinho, adaptações para um ambiente podem ser limitações em outro, como o isolamento térmico em água que pode levar a hipertermia em terra.
Já em pinguins que habitam ambientes de alta temperatura, como Pinguim-das-Galápagos e Pinguim-de-Magalhães, a perda de calor por meio da respiração e evaporação pela pele aumenta, além de mudanças comportamentais que permitem que estes animais mantenham sua temperatura constante, além de adaptações como ausência de penas em algumas partes do corpo como nadadeiras, pés e rosto aumentando assim  a superfície de contato para maior dissipação do calor. No entanto, mesmo em lugares de clima temperado, todos estes pássaros experienciam temperaturas da água mais baixas que sua temperatura corporal, e portanto alem destas adaptações ao calor estes também apresentam as mesma adaptações ao frio que as outras espécies.
No caso dos Pinguins de Galápagos, eles toleram temperaturas de 0 a 30ºC, mas ainda recorrem a regiões sombreadas e à água para se termorregular, além do eriçamento das penas e afastamento das nadadeiras do tronco.
Várias espécies de pinguins apresentam períodos prolongados de jejum durante a época de muda e reprodução, o que implica na perda de peso dividida em fases: na fase inicial, a massa corporal cai rapidamente por um curto período, já as próximas fases são caracterizadas por uma perda lenta de peso onde o segundo período é mais longo e a última fase mais curta.
Os pinguins são aves marinhas adaptadas evolutivamente para a vida aquática, o que permite que passem a maior parte do tempo no mar. Sendo assim se diferenciam da maioria das aves por não apresentarem voo, no entanto seu corpo aparenta apresentar especializações que permitem uma ótima natação, como seu corpo hidrodinâmico, fusiforme, com pescoço, pernas e cauda muito curtos e membranas interdigitais nos pés, onde é muito provável que seus ancestrais tenham passado por um estágio filogenético de mudança e não apenas funcional, já que estes animais utilizam suas asas de maneira similar aos outros pássaros, mas no sentido de se impulsionar durante a natação.
As diferenças de tamanho entre as espécies de pinguins influenciam na diferença de velocidade na água, estes podem ser divididos em três tamanhos: pequeno, variando de 30 a 35 cm como é o caso do pinguim-azul; médio, variando de 65 a 70 cm, como o pinguim-gentoo; ou grande, com tamanhos de 95 a 100 cm, como o pinguim-imperador. Sendo assim, podemos dizer que para nadar na mesma velocidade, um pinguim de menor tamanho deve bater suas asas em uma frequência maior que os de grande porte.
Entre algumas das adaptações para melhorar a natação destas aves, nota-se uma pequena assimetria no eixo dorso-ventral destes que provavelmente seria responsável por contrariar a flutuabillidade nestes animais, permitindo que estes tenham maior facilidade no mergulho, no entanto é possível identificar diferenças quanto à proporcionalidade da cabeça, tronco, cauda e asas entre cada espécie, o que indica que estas não são características indicativas de um bom nado. Seus ossos são densos, sólidos e não-pneumáticos, diferente das aves que voam, e suas narinas têm formato de fenda e as glândulas de sal supra-orbitrais são bem desenvolvidas.

### Natação
Quanto às adaptações fisiológicas do nado, os pinguins, antes do mergulho, estocam oxigênio nas veias e artérias, músculos e sacos aéreos, que neste caso são reduzidos, no entanto estes mecanismos ainda não são totalmente conhecidos. Os pinguins do gênero Pygocelid, conseguem armazenar em seus sacos aéreo mais que 30% do oxigênio utilizado durante a natação, e este é então liberado a partir de movimentos musculares durante o mergulho, mesmo com o seu batimento cardíaco desacelerado.
Ao contrário dos peixes e golfinhos, os pinguins não se utilizam do movimento do corpo na produção de impulso, sendo que estas oscilações durante o nado são moderadas. Já quando comparados com as outras aves, as adaptações nas asas são mais visíveis, em princípio o aparato de voo dos pinguins consiste no mesmo aparato da maioria das aves, porém, com pequenas modificações para melhorar a produção do impulso embaixo d’água, sendo as asas curtas e rígidas, e com músculos e articulações também menores que os de pássaros voadores, além disso seus ossos são compactos e achatados e seu esqueleto é recoberto por um tecido conjuntivo firme com numerosas penas, mas ainda assim seu tronco apresenta grande flexibilidade.
Ao saltar da água, seu corpo deve aguentar um grande impacto do contato com o solo, sendo assim seu esterno é longo e esguio, como a maioria dos pássaros mergulhadores, e recoberto por um tecido cartilaginoso elástico que diminui a força do impacto, protegendo assim os órgãos e o esqueleto do animal.

### Alimentação
A dieta dos pinguins dos gêneros Aptenodytes, Megadyptes, Eudyptula e Spheniscus consiste principalmente em peixes. O gênero Pygoscelis fundamentalmente de plâncton. A dieta do género Eudyptes é pouco conhecida, mas se acredita que muitas espécies alimentam-se de plâncton. Em todos os casos a dieta é complementada com cefalópodes e plâncton.

## Reprodução

### População
Os pinguins, como outras aves marinhas, são caracterizados por viverem por um longo período de tempo, uma vez que têm baixas taxas de mortalidade, principalmente quando adultos, e os só liberam os filhotes quando eles já têm alguns anos de vida. As mudanças na população são determinadas pelo balanço entre a taxa de reprodução efetiva e o número de aves que entram na população por migração ou saem, seja por migração ou por mortalidade.

### Reprodução tardia
A primeira tentativa de reprodução é feita com mais de um ano de idade. Em algumas espécies, esse período é maior, como em alguns Eudyptes (pinguim-macaroni e pinguim-real), que a idade mínima para reprodução é de cinco anos. As fêmeas, geralmente, começam a se reproduzir com uma idade menor que os machos (em média, um ou dois anos). Isso pode ser correlacionado com a proporção de machos em muitas populações, já que é mais "fácil" para as fêmeas encontrem parceiros.
Esse início tardio reprodutivo possui explicações com componentes fisiológicos, ecológicos e comportamentais envolvidos. O pinguim-macaroni, por exemplo, possui níveis baixos de hormônios reprodutivos circulando no sangue, o que pode indicar imaturidade sexual. Esses hormônios, principalmente a testosterona (machos), progesterona e estradiol (fêmeas) e o LH, são importantes para o crescimento das gônadas e para o comportamento associado à aquisição territorial e formação de casais. A testosterona só é predominante, nos machos, com três anos de idade, já os hormônios reprodutivos, nas fêmeas, permanece baixo com até quatro anos, inibindo a formação do ovo.

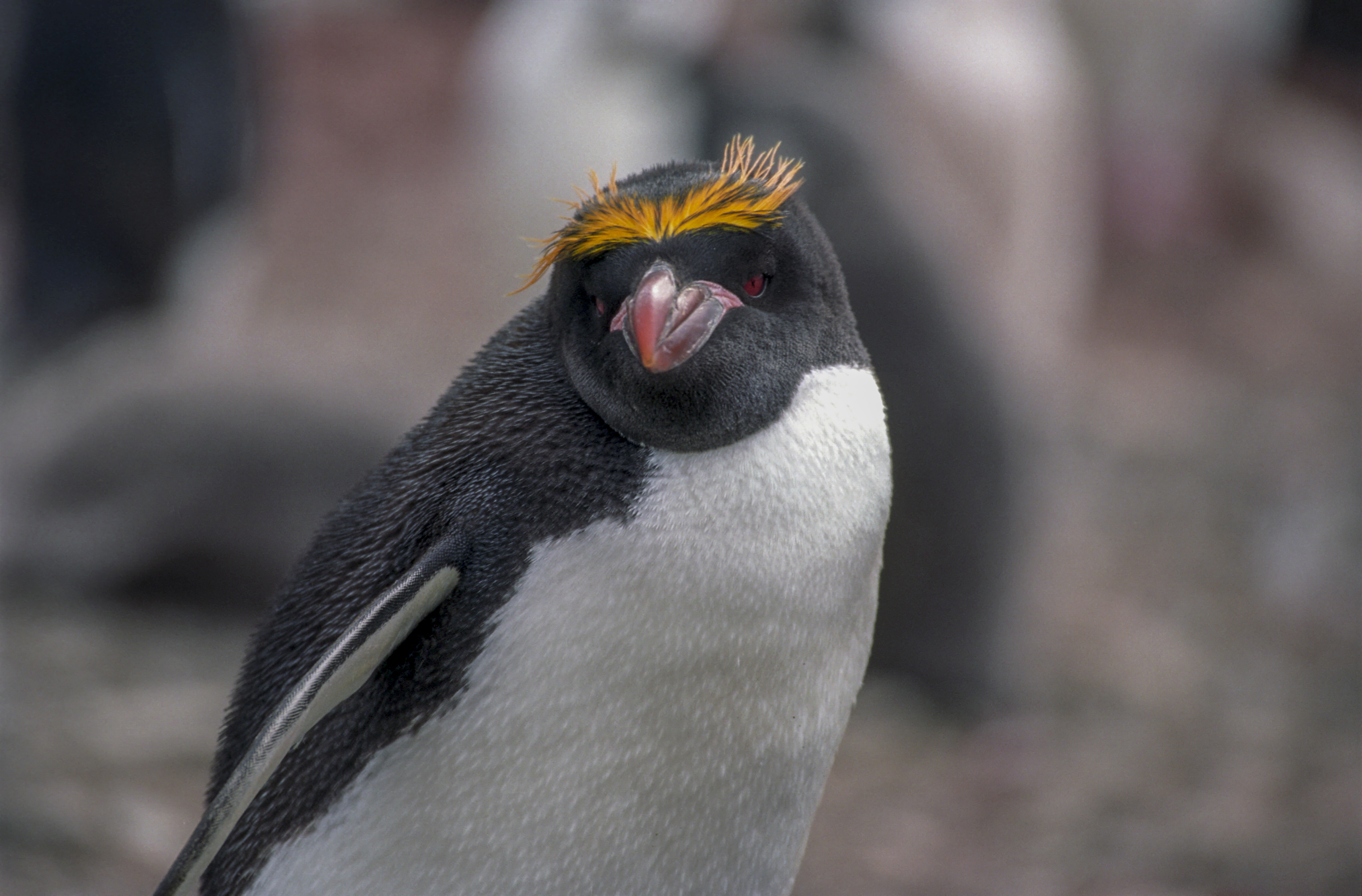
Eudyptes chrysolophus

Após a maturação sexual, ainda ocorrem problemas que podem retardar a reprodução. Os pinguins jovens chegam à população mais tarde que os adultos, então, possuem menos tempo para reprodução, uma vez que não irão ter tempo para competir com os outros pinguins, que já estavam lá anteriormente. Além disso, estudos mostram que os pinguins jovens possuem uma reserva corporal insuficiente para sobreviver o período reprodutivo, o que pode causar o fracasso. Essa falta de reserva pode ser atribuída ao fato de que os jovens ainda não possuem as habilidades de forrageamento necessárias para obter alimento para si próprio e para sua parceira. Podem levar anos para as aves aprenderem e atuar corretamente durante a reprodução, como encontrar um local para o ninho e um parceiro sexual.

### Fidelidade
Os pinguins são ditos como monogâmicos, ou seja, as fêmeas só se reproduzem com um único macho e vice versa. Podem também permanecer com o mesmo companheiro de um ano para o outro ou até mesmo por muitos períodos reprodutivos. O nível de fidelidade pode variar com a espécie, alguns relatos descrevem um casal de pinguim-azul que ficou junto por onze anos. Podem ocorrer ocasiões que envolvem o divórcio, ou seja, quando ambas as aves estão vivas e retornam para o ninho do ano anterior. Essa situação é diferente de separação, uma vez que a separação ocorre quando apenas um retorna ao antigo ninho. Isso acontece quando a reprodução não ocorre durante o período de um ano, então voltam ao seu antigo ninho para encontrar outro parceiro.
Um possível motivo da monogamia é a vantagem de não ter a necessidade de encontrar um novo parceiro sexual. Outra possibilidade é que a fidelidade é apenas uma consequência de as aves retornarem para o mesmo ninho por temporadas sucessivas. Porém, em alguns casos, essa associação não é clara. No pinguim-rei, a taxa de fidelidade ao ninho é bem superior (83%) ao comparar com a taxa de fidelidade sexual (29%). Portanto, a questão de fidelidade está muito mais relacionada ao comportamento e nível de associação entre o casal que sendo uma simples consequência do ninho.

## Comportamento

### Comportamento agonista
O comportamento agonista inclui todas as atividades associadas à luta, seja os agressivos, aqueles que têm a intenção de assustar ou confrontar outros indivíduos, os defensivos, usados para evitar o conflito, ou os comportamentos de deslocamento, que aparecem sem contexto. Este, como exemplo, é o caso de aves que, repentinamente, alisam suas penas no meio de uma interação agressiva.
Algumas interações não envolvem contato físico, apenas visual, como head-circling no pinguim-rei e bill-to-axilla, no pinguim-de-adélia.
Lutar também inclui algumas atividades em geral, como bicadas, mordidas, quando o oponente utiliza o bico para segurar o outro pela nunca ou pelas penas, ou utiliza suas nadadeiras rígidas para bater.
No pinguim-de-adélia, a intensidade da resposta inicial de um dos pinguins ao intruso irá depender da distância entre ambos, se o oponente está parado ou em movimento e a frequência do distúrbio.  Além disso, um indivíduo que acabou de se envolver em uma interação tende a ser mais agressivo.
Cerca de 10% de todas as interações escalam direto para a luta, gerando sérios danos aos animais.
Portanto, defensivamente, o pinguim pode aumentar sua distância com passos lentos ou ficar parado, com seu olhar voltado a outro ponto. Já ofensivamente, o pinguim pode ficar parado, mas olhando diretamente para o oponente, reduzir sua distância com o inimigo e partir para a agressão.
Muitos estudos mostram a diversidade de comportamentos agonistas entre as espécies de pinguim. Em pinguim-azul, essa diferença aparece nas populações que vivem em ninhos abertos e cavernas. Uma das hipóteses para esse tipo de comportamento é que, aqueles que moram em cavernas realizam mais interações sociais, uma vez que se associam a mais indivíduos. Assim, possuem uma oportunidade maior de aprender, modificar e assimilar novos comportamentos. Outra hipótese leva em conta aves que vivem em ambos os habitats, possuindo uma habilidade mais completa de comportamentos.
Alguns comportamentos são exclusivos de cada espécie, segue alguns exemplos.

#### Pinguim-imperador
Utiliza horizontalmente head-circling durante a cópula e chocando o ovo. Esse comportamento também é visto quando estão criando os filhotes e o outro parceiro está presente. Pode ocorrer devido ao reflexo territorial dentro dessa espécie.
Outro comportamento é o de se amontar durante a incubação dos ovos. Esta foi uma importante adaptação para o frio extremo.

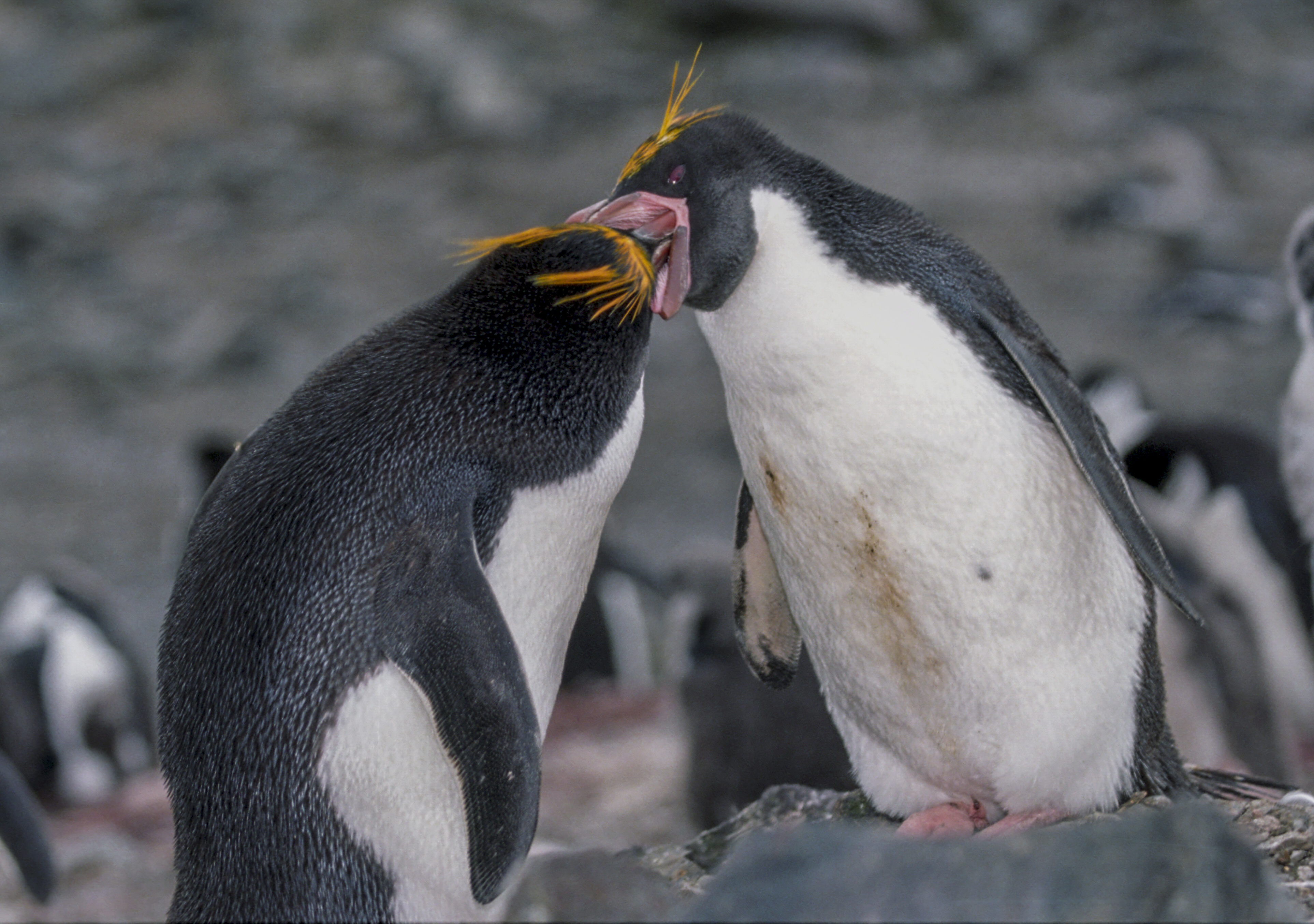
Eudyptes chrysolophus

#### Pinguim-macaroni
Nessa espécie, a frequência do comportamento agonista pode variar de temporada para temporada.  A maioria das lutas é definida como aquelas que envolvem dois ou mais pinguins, fora do ninho, com grande potencial de perder o ovo.  Lutas menores ocorrem dentro do ninho, sem que ocorra chance de perder o ovo.  

#### Pinguim-de-adélia
O nível de agressividade pode variar entre os sexos (masculino e feminino) e o estágio do período de reprodução.  
Os machos que chocam os ovos são mais agressivos que as fêmeas quando trata-se de defender o ninho, porém, durante a criação dos filhotes, não há diferença entre os sexos.  

### Comportamento sexual
Este tipo de comportamento é dividido em quatro grandes principais ações: extático, exibição mútua, curvar, que se iguala ao tremer de pinguins com crista e arremesso mútuo. Estes ocorrem em todas as espécies e parecem ter a mesma função, mas apenas o último é restrito a espécies menores.

#### Exibição extática (‘ectastic’)
Esse comportamento recebe outros nomes, como: trumpeting, head swinging, advertisement. É mais comumente feito por machos no local do ninho antes da chegada da fêmea ou durante o período de formação de pares. Tem função territorial, demonstrando ocupação deste local e alertando outros machos para se afastar, além de avisar as fêmeas sobre o potencial parceiro.
Durante essa exibição, os machos estendem seu pescoço e sua cabeça verticalmente, fazendo uma série de vocalizações. Por isso, pode receber o nome ‘trumpeting’.

#### Exibição mútua (‘mutual display’)
É realizada simultaneamente por ambos do casal, é bem parecida com a exibição anterior e é bem comum acontecer no local do ninho. Nos gêneros Eudyptes, Pygoscelis e Spheniscus, o comportamento envolve o casal se encarar, curvando-se para a frente e, em seguida, levantando a cabeça rapidamente verticalmente e vocalizando. O pinguim-imperador difere dos demais, uma vez que ele curva a cabeça para baixo durante o comportamento mútuo. A vocalização irá variar de espécie para espécie. O pinguim-de-adélia, por exemplo, pode consistir em um alto zurro ou em um baixo, mais calmo.
Esse comportamento pode indicar a prontidão de uma das aves em se aproximar do parceiro e sincronizar as atividades de ambos. Isso pode aprimorar a eficiência do ninho e diminuir o total de tempo que o ovo estará exposto, diminuindo o risco de predação. Além disso, pode estimular e sincronizar o desenvolvimento das gônadas e o comportamento de cópula, reduzindo as interações agressivas entre os parceiros enquanto eles estão próximos ao local do ninho.

#### Curvar (‘Bowing’)
Tipo de comportamento que pode funcionar no fortalecimento e manutenção dos casais, reduzindo a probabilidade de agressão entre eles nos primeiros estágios da formação. Geralmente, envolve ambos, pode ser realizado por apenas um indivíduo, que se inclinam para frente com seus bicos apontados para os parceiros.

### Cópula
É comumente observada nos locais de formação do ninho e é parecida na maioria das espécies. É precedida de outros tipos de comportamento, como o ‘mutual display’, ‘bowing’ e formação do ninho.
O macho se aproxima da fêmea, sempre com um tom pacífico, se inclina nas costas da fêmea para deixá-la de bruços. Este comportamento pode ser acompanhado de movimentos vibratórios pelas nadadeiras do macho em direção a fêmea e de mordiscadas na nuca. Após ela estar deitada, o macho sobe em cima dela e, gradualmente, se posiciona perto da cauda para colocar a cloaca em posição. Ele continua vibrando suas nadadeiras, a fêmea responde segurando a própria cauda para deixar sua cloaca amostra. Imediatamente após a cópula, o macho salta para fora e ambas as aves usam algumas exibições mútuas.
Em algumas espécies, como as aves do gênero Eudyptes, são especialistas em comportamentos pós-cópula.

### Vocalizações
Todas as vocalizações são associadas com comportamentos visuais, nem sempre o contrário é verdade. Elas podem ser usadas para chamar atenção, como em um comportamento agonista ou sexual, para localização, como interações com filhotes, e para identificação individual. Os primeiros comportamentos, agonista e sexual, são os mais comuns quando se trata de vocalização. Geralmente, esses comportamentos que possuem a intenção de reduzir o risco de agressão, são mais silenciosos.
São três tipos principais de vocalização: contato, agonista, sexual. O primeiro funciona, principalmente, para que indivíduos isolados consigam se encontrar novamente com o grupo. Já os agonistas possuem a função de alertar os possíveis oponentes para a intenção de agressão. Os sexuais podem aumentar a efetividade dos comportamentos visuais sexuais.
As vocalizações são importantes para o reconhecimento individual de cada pinguim durante as interações sociais entre adultos, principalmente entre parceiros e entre pais e filhos. Em contraste, o reconhecimento individual físico, como na plumagem, se torna sem importância.

### Filhotes
O comportamento parental envolve chocar o ovo, alimentar o filhote e cuidar dele até conseguir sobreviver sozinho. O período de tempo que isso leva para acontecer irá depender de cada espécie.
Os filhotes são capazes de pedir por comida a partir do primeiro dia de vida. Os olhos deles ficam fechados nos primeiros dias, fazendo com que o contato seja estimulado não visualmente. Após isso, os filhotes começam a pedir comida vibrando seu bico no bico do adulto e fazendo uma vocalização, estimulando o adulto a regurgitar a comida.  

### Comportamento no mar
Alguns pinguins demonstram ter contatos sociais no mar, principalmente aqueles que estão em grupos. Há grupos do pinguim-de-adélia que sincronizam seu nado e seu banho, podendo sincronizar outros tipos de comportamento.

### Incubação
A incubação funciona de maneira que o ovo tenha a temperatura certa para o desenvolvimento do embrião, reduzindo também as chances de predação. O tempo de incubação irá depender de cada espécie, em Aptenodytes, por exemplo, botam apenas um ovo, que é imediatamente colocado entre as pernas, a ave fica com a postura de incubação nesse momento.

## Conservação e distribuição
Pinguins são animais particularmente suscetíveis à extinção no atual cenário de drásticas ações humanas, seja pela rápida mudança climática causada, sela pela perda de habitat. De modo geral, espécies estão cada vez mais ameaçadas e a preocupação quanto ao ecossistema ao qual eles pertencem têm aumentado.
Pinguins possuem uma distribuição prioritária pelo hemisfério sul do globo terrestre, sendo a Antártida e seus arredores relevantes quanto à hospedagem desses indivíduos. Infelizmente, as atuais mudanças climáticas e interesse em exploração dos recursos nessa região têm aumentado, impactando diretamente a conservação desses animais e gerando preocupações quanto a atual conservação do continente. Em relação às principais ameaças à conservação de espécies dessa região, ao ecossistema ali presente e das suas margens, têm-se o aumento de temperatura, a acidificação do oceano e as mudanças na relação de distribuição de gelo e mar.
Ocorre prioritariamente ao redor da Antártida mas podendo chegar às ilhas de Galápagos perto do Equador. É notável também que a maioria das 18 espécies está distribuída entre 45 e 60°S, com grande diversidade ocorrendo na Nova Zelândia e em ilhas ao redor.
Em relação às atuais mudanças climáticas proporcionadas pela ação humana, é notável o aumento de temperatura e mudança de regimes de precipitação ocorridos nos últimos anos e previstos para as próximas décadas. Apesar de pinguins possuírem a habilidade de sobrevivência em mudanças ambientais, já que eles dispõem de estratégias para driblar certas condições, mudanças ambientais drásticas, como as atuais e as previstas para as próximas décadas, excedem essa capacidade de adaptação e pode levar a morte desses animais. Mudanças recentes na distribuição de pinguins sugerem que alterações climáticas são umas das ameaças de maior calibre sobre esses indivíduos.
Diversos estudos já documentaram o efeito desse impacto sobre as populações dessas aves, como foi o caso dos pinguins de Rockhopper das ilhas Campbell, os quais diminuíram drasticamente em número de indivíduos entre os anos de 1940 e 1990 em decorrência do aumento de temperatura do oceano na época, evidenciando a sensibilidade desses organismos. Um exemplo do efeito desse impacto sobre as populações de pinguins é a alteração de correntes marítimas e sua consequente mudança na disponibilidade de comida que chega até os locais de reprodução dos pinguins, impactando diretamente a dieta e disponibilidade de alimento para esses animais. Outro exemplo é o dado registrado de que essas aves têm se reproduzido cada vez mais tarde em decorrência das mudanças climáticas, de modo a chegarem em suas colônias até 9 dias depois do registrado no século passado.
Além disso, as atividades humanas diretas na Antártida, como o turismo por exemplo, têm afetado os pinguins ao perturbarem esses animais durante um período crucial, o reprodutivo, seja por interferência direta nas populações, seja por poluição, ou ainda introdução de espécies exóticas. A situação é ainda pior para as espécies de pinguins que têm sua distribuição durante o período reprodutivo próxima à populações humanas em crescimento, como é o caso dos pinguins de Humboldt, distribuídos de modo geral na costa da América do Sul, de modo que a perda de habitat é agravada. Em relação à introdução de espécies exóticas por ação humana, um dos efeitos mais característicos é o declínio das populações de pinguins em resposta à predação desses animais por essas espécies introduzidas. Na Nova Zelândia, por exemplo, gatos e cachorros domésticos têm sido responsáveis pelo declínio da população de pinguins de olhos-amarelo espécie endêmica dessa região e agora em estado de perigo quanto a sua conservação de acordo com a IUCN (2019).
Uma das contribuições do Brasil para a conservação dos pinguins é Projeto Nacional de Monitoramento dos Pinguins de Magalhães, aves classificadas como quase ameaçadas pela IUCN (2019), as quais se reproduzem na Argentina, Ilhas Falkland (Malvinas) e Chile, mas realizam anualmente movimentos migratórios sazonais para o Brasil. De acordo com o Instituto, o intuito deste Projeto é "ampliar o conhecimento sobre o pinguim-de-Magalhães no Brasil e otimizar os esforços de pesquisa, reabilitação e monitoramento, possibilitando a contribuição e integração de iniciativas em prol da conservação".
Em relação às outras espécies, a tabela abaixo exibe as espécies de pinguins (família Spheniscidae), seus estados de conservação, distribuição, principais ameaças e ações de conservação quando presentes, de acordo com a IUCN (2019).
| Espécies                                          | Status de conservação  | Principais Ameaças | Distribuição | Ações de conservação (presente ou ausente) |
| Pinguim Imperador (Aptenodytes forsteri)          | Quase ameaçada (NT)    | 1 Perturbação humana; 2 Mudança climática: perda de habitat e mudança de distribuição                                                                                            | Na época reprodutiva: Antártida. Quando fora desta época podem atingir desde a costa da Argentina até a costa da Nova Zelândia.                                                                    | Ausente |
| Pinguim Adelie (Pygoscelis adeliae)               | Pouco preocupante (LC) | 1 Perturbação humana; 2 Mudança climática: perda de habitat e mudança de distribuição 3 Uso de recursos biológicos 4 Poluição                                                    | Na época reprodutiva: Antarctica, Georgia do Sul e sul das ilhas Sandwich. Quando fora desta época podem atingir desde a costa da Argentina até a costa da Nova Zelândia.                          | Presente: é uma das espécies de pinguins mais bem estudadas e suas áreas de conservação já foram delimitadas. |
| Southern Rockhopper Penguin (Eudyptes chrysocome) | Vulnerável (VU)        | 1 Perturbação humana; 2 Mudança climática: perda de habitat e mudança de distribuição 3 Uso de recursos biológicos 4 Poluição 5 Modificação de ecossistemas 6 Espécies invasoras | Na época reprodutiva: nas ilhas e costas na porção sul do Atlântico e Índico, chegando no Pacífico. Quando fora dessa época podem atingir desde a costa da Argentina até a costa da Nova Zelândia. | Presente: há monitoramento das espécies, áreas de conservação já foram identificadas e há programas para divulgar a situação da espécie. |
| Fiordland Penguin (Eudyptes pachyrhynchus)        | Vulnerável (VU)        | 1 Perturbação humana; 2 Mudança climática: perda de habitat e mudança de distribuição 3 Uso de recursos biológicos 4 Poluição 5 Espécies invasoras 6 Rotas de transporte         | Na época reprodutiva: na Nova Zelândia, ilhas ao redor e na Tanzânia. Quando fora dessa época não há conhecimento de dispersão por outras áreas.                                                   | Presente: há ações de recuperação em andamento, bem como áreas de conservação já foram identificadas e programas para divulgar a situação da espécie. |
| Pinguim Real (Eudyptes schlegeli)                 | Quase ameaçada (NT)    | 1 Perturbação humana; 2 Mudança climática: perda de habitat e mudança de distribuição 3 Uso de recursos biológicos 4 Poluição 5 Espécies invasoras                               | Esta espécie está confinada à ilha Macquarie e nas ilhas Bishop e Clerk, na Austrália. | Presente: áreas de conservação já foram identificadas e algumas são tidas como áreas de proteção ambiental. Há controle de espécies invasoras |
| Pinguim de Galápagos (Spheniscus mendiculus)      | Em perigo (EN)         | 1 Perturbação humana; 2 Mudança climática: perda de habitat e mudança de distribuição 3 Uso de recursos biológicos 4 Poluição 5 Espécies invasoras 6 Rotas de transporte         | Espécie endêmica das ilhas de Galápagos, sendo a espécie de pinguim com distribuição mais ao norte.                                                                                                | Presente: áreas de conservação já foram identificadas e algumas são tidas como áreas de proteção ambiental. Há controle de espécies invasoras e programas para divulgar a situação da espécie. Além disso há legislação internacional para a proteção dessa espécie. |

| Pinguim das Snares (Eudyptes robustus)          | Vulnerável (VU)        | 1 Uso de recursos biológicos 2 Espécies invasoras 3 Poluição 4 Mudança climática: Perda de habitat e mudança de distribuição                                                                   | Na época reprodutiva, é encontrado na Nova Zelândia. Tem distribuição na Argentina e nas Ilhas Malvinas.                                     | Monitoramento sistemático, controle de espécies invasoras, áreas protegidas.                                                                                  |
| Pinguim de magalhães (Spheniscus magellanicus)  | Quase ameaçada (NT)    | 1 Agricultura e aquacultura 2 Produção de energia 3 Uso de recursos biológicos 4 Distúrbios humanos 5 Modificações na natureza                                                                 | Distribuição pela Argentina e Chile, majoritariamente. Além de Brasil, Peru e Uruguai. Reproduz nas Ilhas Malvinas.                          | Monitoramento sistemático, identificação de ninhos, programas de educação e de alerta.                                                                        |
| Humboldt Penguin (Spheniscus humboldti)         | Vulnerável (VU)        | 1 Produção de energia 2 Distúrbios humanos 3 Poluição 4 Espécies invasoras 5 Doenças 6 Uso de recursos biológicos                                                                              | Tem reprodução no Chile e no Peru. Tem distribuição na Colômbia, Equador e Alasca.                                                           | Monitoramento sistemático, Conservação ex-situ, área protegida, prevenção de espécies invasoras, incluída na legislação internacional.                        |
| Yellow-eyed Penguin (Megadyptes antipodes)      | Em perigo (EN)         | 1 Agricultura e aquacultura 2 Uso de recursos biológicos 3 Modificações naturais do sistema 4 Mudanças climáticas 5 Produção de energia 6 Distúrbios humanos                                   | Residente na Nova Zelândia. | Monitoramento, Conservação ex-situ, prevenção de espécies invasoras, incluída na legislação internacional.                                                    |
| Macaroni Penguin (Eudyptes chrysolophus)        | Vulnerável (VU)        | 1 Espécies invasoras 2 Doenças 3 Uso de recursos biológicos 4 Mudanças climáticas | Na reprodução, se encontra na Antártida, Chile, Ilhas Malvinas, África do Sul. Além dessas, se encontra no Brasil e Austrália.               | Monitoramento, prevenção de espécies invasoras, área protegida                                                                                                |
| Gentoo Penguin (Pygoscelis papua)               | Estável                | 1 Uso de recursos biológicos 2 Espécies invasoras 3 Doenças 4 Poluição 5 Distúrbios humanos | Na reprodução, está presente na Antártida, Austrália, Ilhas Malvinas e África do Sul. Além dessas, está no Chile, Argentina e Nova Zelândia. | Possui plano de recuperação, tem área protegida. |
| African Penguin (Spheniscus demersus)           | Em perigo (EN)         | 1 Produção de energia 2 Poluição 3 Distúrbios humanos 4 Uso de recursos biológicos 5 Espécies invasoras 6 Doenças 7 Mudanças climáticas                                                        | Residente na África do Sul, Namíbia, Angola, Moçambique.                                                                                     | Possui plano de recuperação, conservação ex-situ, possui área protegida, proteção contra espécies invasoras, programas de educação, legislação internacional. |
| King Penguin (Aptenodytes patagonicus)          | Pouco preocupante (LC) | 1 Espécies invasoras 2 Doenças 3 Mudanças climáticas | Encontra-se na Antártida, Chile, Ilhas Malvinas, África do Sul, Argentina, Uruguai, Brasil e Austrália.                                      | Possui monitoramento ambiental e ocorre em pelo menos uma área protegida.                                                                                     |
| Chinstrap Penguin (Pygoscelis antarcticus)      | Pouco preocupante (LC) | 1 Uso de recursos biológicos 2 Mudanças climáticas 3 Eventos geológicos | Encontra-se na Antártida, Chile, Ilhas Malvinas, África do Sul, Argentina, Uruguai, Brasil e Austrália.                                      | Ausente. |
| Little Penguin (Eudyptula minor)                | Pouco preocupante (LC) | 1 Comércio e áreas urbanas 2 Agricultura e aquacultura 3 Produção de energia 4 Uso de recursos biológicos 5 Distúrbios humanos 6 Doenças 7 Espécies invasoras 8 Poluição 9 Mudanças climáticas | Reproduz na Nova Zelândia e na Austrália e também é visto no Chile.                                                                          | Possui monitoramento ambiental, áreas protegidas e proteção contra espécies invasoras.                                                                        |
| Erect-crested Penguin (Eudyptes sclateri)       | Em perigo (EN)         | 1 Mudanças climáticas 2 Uso de recursos biológicos | Reproduz na Nova Zelândia, mas também é visto na Argentina, Austrália, Antártida e Ilhas Malvinas.                                           | Tem programa de monitoramento ambiental, proteção contra espécies invasoras e legislação internacional.                                                       |
| Northern Rockhopper Penguin (Eudyptes moseleyi) | Em perigo (EN)         | 1 Mudanças climáticas 2 Uso de recursos biológicos 3 Poluição 4 Doenças 5 Espécies invasoras                                                                                                   | Visto em territórios franceses, Ilhas Malvinas e África do Sul                                                                               | Possui monitoramento ambiental, proteção contra espécies invasoras, área protegida.                                                                           |

## Espécies
- Gênero Aptenodytes

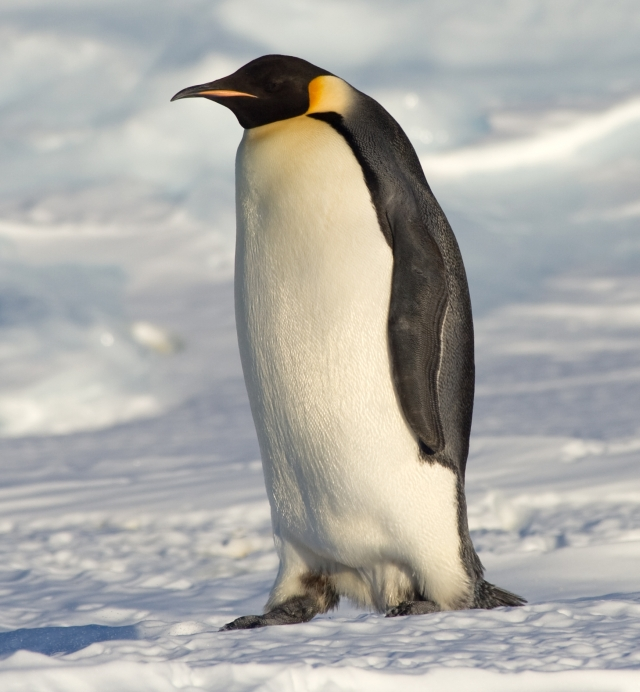
Pinguim-imperador.

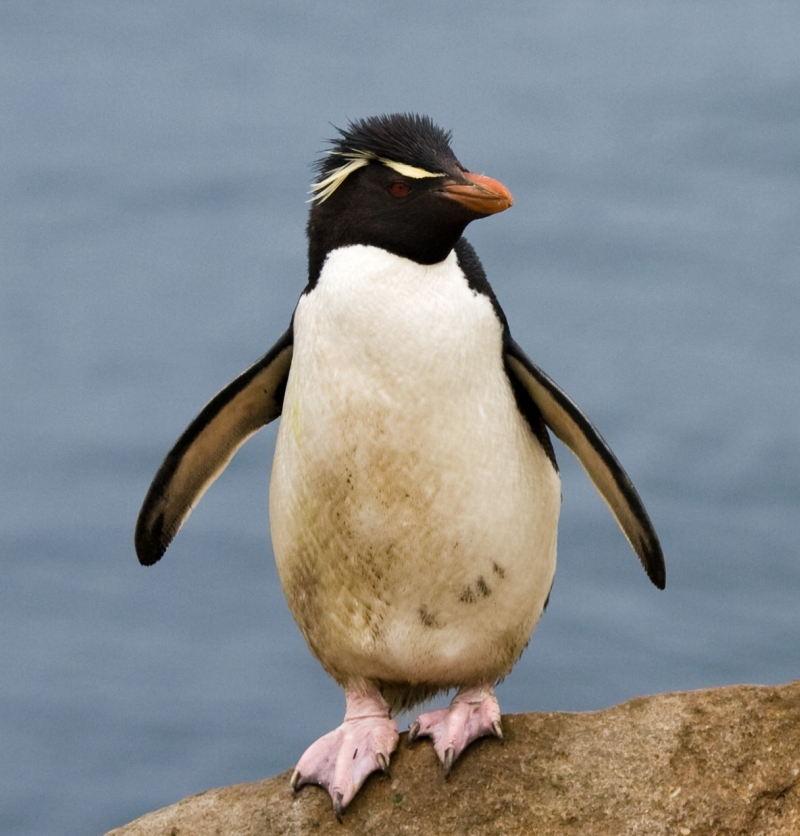
Pinguim-saltador-da-rocha.

  - Pinguim-imperador (Aptenodytes forsteri)
  - Pinguim-rei (Aptenodytes patagonicus)
  - Pinguim-de-ridgen (Aptenodytes ridgeni) (fóssil)

- Gênero Pygoscelis
  - Pinguim-de-adélia (Pygoscelis adeliae)
  - Pinguim-gentoo (Pygoscelis papua)
  - Pinguim-de-barbicha (Pygoscelis antarctica)

- Gênero Eudyptes
  - Pinguim-saltador-da-rocha (Eudyptes chrysocome)
  - Pinguim-macaroni (Eudyptes chrysolophus)
  - Pinguim-das-snares (Eudyptes robustus)
  - Pinguim-de-fiordland (Eudyptes pachyrhynchus)
  - Pinguim-real (Eudyptes schlegeli)
  - Pinguim-de-crista-erecta (Eudyptes sclateri)

- Gênero Spheniscus
  - Pinguim-de-magalhães (Spheniscus magellanicus)
  - Pinguim-das-galápagos (Spheniscus mendiculus)
  - Pinguim-de-humboldt (Spheniscus humboldti)
  - Pinguim-do-cabo (Spheniscus demersus)

- Gênero Eudyptula
  - Pinguim-azul (Eudyptula minor)
  - Pinguim-azul-do-norte (Eudyptula albosignata)

- Gênero Megadyptes
  - Pinguim-de-olho-amarelo (Megadyptes antipodes)
  - Pinguim-waitaha (Megadyptes waitaha)

Gêneros extintos
- Anthropodyptes
- Archaeospheniscus
- Chubutodyptes
- Pachydyptes
- Palaeeudyptes
- Palaeospheniscus
- Paraptenodytes
- Pseudaptenodytes

## Cultura popular

O pinguim Tux é a mascote oficial do kernel Linux.

Os pinguins são considerados cativantes por seu andar anormalmente ereto e gingado, por sua capacidade de nadar e (em comparação com outras aves) pela falta de medo dos humanos. Sua plumagem em preto e branco costuma ser comparada a um terno de gravata branca. Alguns artistas e escritores têm pinguins baseados no polo norte, mas não existem pinguins selvagens no círculo polar ártico. A série de desenhos animados Chilly Willy ajudou a perpetuar esse mito, já que o pinguim-título interagia com espécies árticas ou subárticas, como ursos polares e morsas.
Os pinguins são temas de muitos livros e filmes, como Happy Feet, Surf's Up e The Penguins of Madagascar, todos filmes em CGI; Marcha dos Pinguins, documentário baseado no processo de migração do pinguim-imperador; e uma paródia intitulada Farce of the Penguins. Os Pinguins de Popper é um livro infantil escrito por Richard e Florence Atwater; que foi indicado a Medalha Newbery em 1939. Os pinguins também apareceram em vários desenhos animados e dramas de televisão, incluindo Pingu, criado por Silvio Mazzola em 1986 e com mais de 100 episódios curtos. No final de 2009, a Entertainment Weekly colocou-o em sua lista dos "melhores" do final da década.
Um videogame chamado Pengo foi lançado pela Sega em 1982. Situado na Antártica, o jogador controla um personagem pinguim que deve navegar em labirintos de cubos de gelo. O jogador é recompensado com sequências de pinguins animados marchando, dançando, saudando e brincando de esconde-esconde. Seguiram-se vários remakes e edições aprimoradas, mais recentemente em 2012. Os pinguins às vezes também são retratados na música.
Em 1941, a DC Comics apresentou o personagem "O Pinguim" como um supervilão adversário do super-herói Batman. Ele se tornou um dos inimigos mais duradouros do Batman. Na série de TV dos anos 60, Batman, foi interpretado por Burgess Meredith e se tornou um dos personagens mais populares. Na releitura de Tim Burton, o filme Batman Returns de 1992, foi usado um exército real de pinguins (principalmente pinguins africanos).